# 氣態矮星
氣態矮星是累積了氫、氦、和其他揮發物的厚重氣體殼層，使得其半徑介於1.7至3.9地球半徑（1.7–3.9 R🜨）之間，有著岩石核心的氣態天體。這個名詞通常有三種涵義：以金屬量為基礎分類，也包含岩石類的短週期系外行星；像地球這樣，半徑小於1.71.7 R🜨；和半徑大於3.9 R🜨，被稱為冰巨星和氣態巨行星。在太陽系中沒有已知的氣態矮星，但在其它的行星系統中則很常見。
較小的氣態行星和比較接近母恆星的行星，通過流體動力將會比較大的行星和距離較遠的行星更快失去大氣層的質量。
已知氣態行星中體積可能最小的是克卜勒-138d，它的質量與地球相似，但是比地球大了60%，因此由它的密度顯示有著厚重的氣體殼層。
一顆低質量的氣態行星，如果有合適的溫度，仍然可以有類似氣態巨行星的半徑。